# محمد اخلاقی‌نیا
محمد اخلاقی‌نیا (فرزند میرزا زاده ۱۳۳۱ رفسنجان) نماینده دوره اول مجلس شورای اسلامی از حوزه انتخابیه کرمان (سیرجان) بوده‌است‌.